# Xiao Di
Xiao Di (chiń. 肖棣; ur. 14 maja 1991) – chiński zapaśnik w stylu klasycznym. Olimpijczyk z Rio de Janeiro 2016, gdzie zajął dziewiętnaste miejsce w kategorii 98 kg.
Siódmy na mistrzostwach świata w 2015. Wicemistrz igrzysk azjatyckich w 2014 i 2018. Srebrny medalista mistrzostw Azji w 2012 i 2015, a brązowy w 2014 i 2019. Brązowy medal na mistrzostwach świata juniorów w 2011 roku.